# 재즈 앳 더 필하모닉

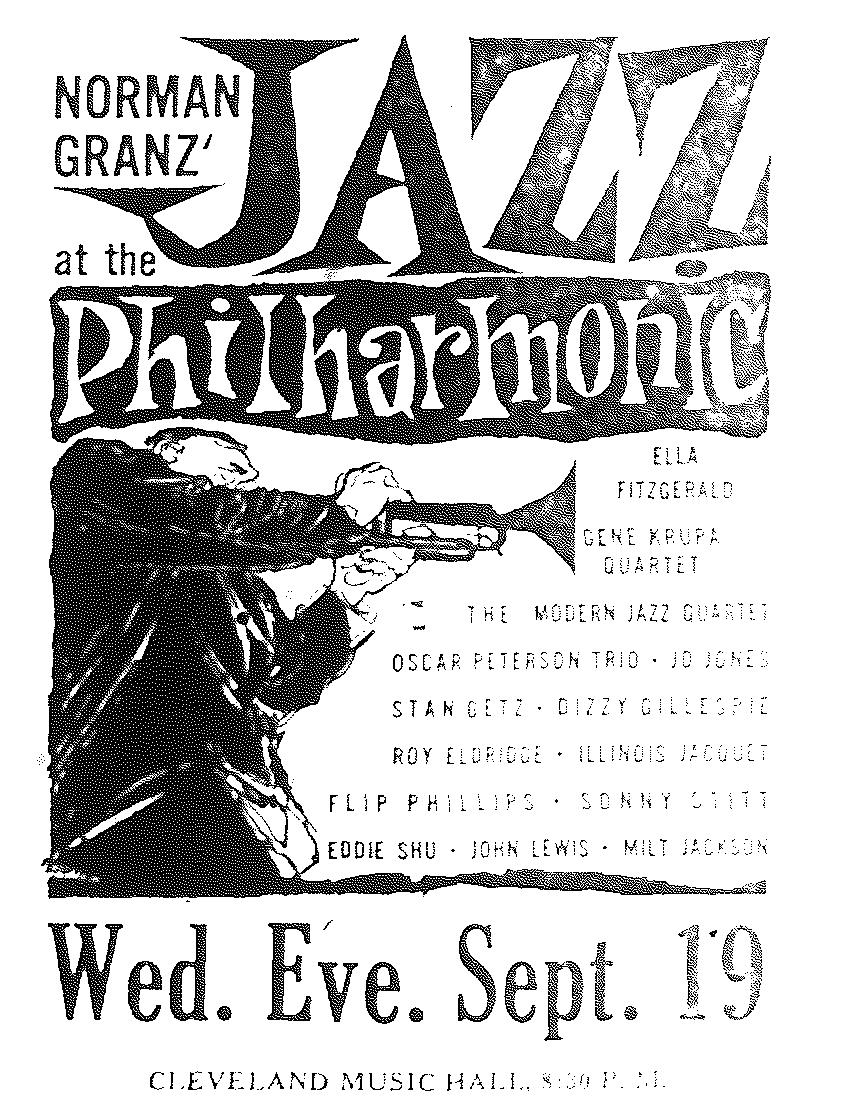
1956년 JATP 콘서트 발표

재즈 앳 더 필하모닉(Jazz At The Philharmonic, JATP, 1944 ~ 1983년)은 노먼 그랜츠가 제작한 일련의 재즈 콘서트, 투어, 레코딩 시리즈의 타이틀이다.
1940년대 초에 로스앤젤레스의 필하모닉 오디토리엄을 빌려 연주한 데서 이 명칭이 생겼고, 상표로 되었다. 오늘날에는 세계 각지를 순회공연하고 있으나 명칭에는 변함이 없다. 흑백을 가리지 않고 일류 재즈맨으로 구성된 콘서트는, 초기에는 매우 모험적이었다고 한다.